# Canton de Palinges
Le canton de Palinges est un ancien canton français situé dans le département de Saône-et-Loire et la région Bourgogne-Franche-Comté.

## Géographie
Ce canton était organisé autour de Palinges dans l'arrondissement de Charolles. Son altitude variait de 241 m (Saint-Vincent-Bragny) à 452 m (Martigny-le-Comte) pour une altitude moyenne de 292 m.

## Histoire
- De 1833 à 1848, les cantons de Palinges et de Toulon-sur-Arroux avaient le même conseiller général. Le nombre de conseillers généraux était limité à 30 par département[1].

## Représentation

### Conseillers d'arrondissement (de 1833 à 1940)
| Période                                  | Période      | Identité                                                                     | Étiquette   | Qualité |
| ---------------------------------------- | ------------ | ---------------------------------------------------------------------------- | ----------- | --- |
| 1833                                     | 1864         | Comte César Guigues de Moreton, Marquis de Chabrillan (1791-1874)            |             | Lieutenant de louveterie, propriétaire à Palinges, Pair de France                                           |
| 1864                                     | 1871         | Comte Philibert Guigues de Moreton Chabrillan (1828-1888, fils du précédent) |             | Propriétaire à Palinges et à Paris                                                                          |
| 1871                                     | 1877         | M. Guillot                                                                   |             | Entrepreneur de travaux publics, maire de Saint-Vincent-lès-Bragny                                          |
| 1877                                     | 1884 (décès) | Pierre Chevenard (1828-1884)                                                 |             | Cultivateur et géomètre à Palinges                                                                          |
| 1884                                     | 1895         | François Musset                                                              | Républicain | Négociant, maire de Palinges                                                                                |
| 1895                                     | 1919         | Jean Marie Dutet                                                             | Radical     | Maire de Palinges                                                                                           |
| 1919                                     | 1926 (décès) | Claude Baudin                                                                | Radical     | Propriétaire à Palinges                                                                                     |
| 13 sept. 1926                            | 1931         | M. Berland                                                                   | Radical     | Adjoint au maire de Palinges                                                                                |
| 1931                                     | 1940         | Henri Devillard                                                              | Rad.ind.    | Maire de Saint-Aubin-en-Charollais                                                                          |
| 1940                                     |              |                                                                              |             | Les conseils d'arrondissement ont été suspendus par la loi du 12 octobre 1940 et n'ont jamais été réactivés |
| Les données manquantes sont à compléter. |              |                                                                              |             | |

### Conseillers généraux de 1833 à 2015
| Période         | Période           | Identité                                            | Étiquette       | Qualité                                                                              |
| --------------- | ----------------- | --------------------------------------------------- | --------------- | ------------------------------------------------------------------------------------ |
| 1833            | 1839              | Alexandre Rose                                      | Constitutionnel | Maire de Saint-Vincent-Bragny                                                        |
| 1839            | 1840 (décès)      | Claude Marie Labaune                                |                 | Officier d'artillerie, propriétaire à Génelard                                       |
| 1841            | 1841 (décès)      | Jean François Joseph Comte de Tournon-Simiane       |                 | Commandant de la Garde Nationale à Perrecy Attaché à l'ambassade de France à Londres |
| 1841            | 1848              | Barthélemy-Marie Douhéret                           |                 | Avocat, juge de paix à Gueugnon                                                      |
| 1848            | 1861              | Comte Théodore Guigue de Moreton de Chabrillan      | Indépendant     | Militaire, auditeur au Conseil d'État Député (1852-1863) Propriétaire à Palinges     |
| 1861            | 1870              | Jean-Marie Emmanuel Pajot                           |                 | Manufacturier, maire de Palinges                                                     |
| 1870            | 1887 (annulation) | Comte Olivier Guigue de Moreton de Chabrillan       | Droite          | Propriétaire du château de Palinges                                                  |
| 1887            | 1888 (décès)      | Philibert Guigue de Moreton de Chabrillan           | Droite          | Propriétaire du château de Palinges                                                  |
| 1888            | 1916 (décès)      | Victor Emmanuel Chavet                              | Rad.            | Maire de Saint-Bonnet-de-Vieille-Vigne Député (1898-1902 et 1910-1914)               |
| 1916            | 1919              | siège vacant                                        |                 |                                                                                      |
| 1919            | 1930 (décès)      | Henri Furtin                                        | Rad.            | Médecin, maire de Palinges                                                           |
| 1930            | 1940              | Claudius Charvet                                    | URD             | Huissier - Maire de Palinges Nommé conseiller départemental en 1942                  |
|                 |                   |                                                     |                 |                                                                                      |
| 1945            | 1951              | Yves de Launay du Couëdic de Kergoualer (1906-1994) | DVD             | Propriétaire-agriculteur Maire de Palinges                                           |
| 1951            | 1964              | Joseph Metrop (1903-1981)                           | DVD             | Agriculteur Maire de Grandvaux                                                       |
| 1964            | 1969 (décès)      | Jean Daval                                          | Centriste       | Maire de Palinges                                                                    |
| 2 novembre 1969 | 1976              | Paul Claudon                                        | RI              | Maire de Palinges                                                                    |
| 1976            | 1982              | André Béraud (1914-2003)                            | PS              | Maire de Palinges                                                                    |
| 1982            | 1988              | Daniel Lacroix                                      | RPR puis CNI    | Chargé de mission à la mairie de Paris                                               |
| 1988            | 2000 (décès)      | Paul Nigay                                          | RPR             | Agriculteur Maire de Martigny-le-Comte                                               |
| 2000            | 2015              | Paul Pluchaud                                       | UMP             | Cultivateur à Saint-Vincent-Bragny                                                   |

## Composition
Le canton de Palinges regroupait 7 communes et comptait 3 815 habitants (recensement de 1999 sans doubles comptes).
| Communes                      | Population (2012) | Code postal | Code Insee |
| ----------------------------- | ----------------- | ----------- | ---------- |
| Grandvaux                     | 68                | 71430       | 71224      |
| Martigny-le-Comte             | 463               | 71220       | 71285      |
| Oudry                         | 355               | 71420       | 71334      |
| Palinges                      | 1 494             | 71430       | 71340      |
| Saint-Aubin-en-Charollais     | 384               | 71430       | 71388      |
| Saint-Bonnet-de-Vieille-Vigne | 198               | 71430       | 71395      |
| Saint-Vincent-Bragny          | 853               | 71430       | 71490      |

## Démographie
| 1962  | 1968  | 1975  | 1982  | 1990  | 1999  | 2007  |
| ----- | ----- | ----- | ----- | ----- | ----- | ----- |
| 4 317 | 4 492 | 4 240 | 4 057 | 4 025 | 3 815 | 3 947 |